# Salt Creek Tunnel
Pour l’article homonyme, voir Salt Creek.
 (novembre 2020).
Le Salt Creek Tunnel est un tunnel routier du comté de Lane, en Oregon, dans le nord-ouest des États-Unis. Construit dans le style rustique du National Park Service et entièrement achevé en 1940, il est emprunté par l'Oregon Route 58 à 1 268 mètres d'altitude au sein de la forêt nationale de Willamette.